# إرنو بآسيلينا
إرنو بآسيلينـّا (Erno Paasilinna؛ بتسامو، 14 مارس 1935 - تامبيري، 30 سبتمبر 2000) كاتب وصحافي فنلندي. حصل على جوائز أدبية عدة، من أبرزها جائزة فنلنديا في عام 1984 عن مجموعة مقالاته «الوحدة والتحدي» (Yksinäisyys ja uhma). ترجمت أعماله إلى اللغات الإستونية والمجرية والسويدية والنرويجية والروسية.
لـُقب إرنو بآسيلينـّا «الحائز على جائزة الساخر الوطني» و«ناقد الدولة الرسمي» بسبب وجهات نظره التي لا هوادة فيها، والافتقار إلى الإعجاب رفاقه الإنسان. هز تحليله الثاقب للسلطة والقوة أساسات المجتمع الفنلندي، ولكن اعتـُرف بحياديته على نطاق واسع، فقد أخذ بعين الاعتبار أولئك القريبين إيديولوجياً من قلبه بذات الشدة مع أولئك الذين تتناقض أيديولوجيتهم مع تلك التي لديه.
الكاتب أرتو بآسيلينا وعضو البرلمان الأوروبي رينو بآسيلينا هما أخواه.

## روابط خارجية
- إرنو بآسيلينا على موقع IMDb (الإنجليزية)
- إرنو بآسيلينا على موقع ديسكوغز (الإنجليزية)